# Rigo (telenovela)
Rigo é uma telenovela colombiana de drama esportivo produzida pelos Estudios RCN. A trama é centrada na vida do ciclista profissional Rigoberto Urán, inspirada no livro homônimo, escrito por Andrés López. É protagonizada por Juan Pablo Urrego e Ana María Estupiñán, com atuações antagônicas de Julián Arango, Emmanuel Restrepo, Daniel Toro e Felipe Giraldo.
Foi ao ar no canal RCN de 9 de outubro de 2023 até 15 de abril de 2024. Após a exibição, foi disponibilizada no Prime Video.

## Elenco
- Juan Pablo Urrego como  Rigoberto "Rigo" Urán Urán
- Ana María Estupiñán como Michelle Alejandra Durango López
- Robinson Díaz como Rigoberto de Jesús Urán Zapata
- Sandra Reyes como Aracely Urán de Urán
- Julián Arango como Evaristo Nepomuceno Rendón Saldarriaga
- Ramiro Meneses como Luis "Lucho" Urán Zapata
- Andrea Guzmán como María Girlesa Gómez
- Sebastián Toro como Jorge de Jesús "Jorgito" Urán Gómez
- Sebastián Gutiérrez como Ignacio "Chacho"
- Emmanuel Restrepo como Carmelo del Socorro Rendón Barreneche
- Daniel Toro como Uriel Vidal
- Felipe Giraldo como Alias Cuervo
- Jerónimo Cantillo como Ricardo Monsalve
- Ella Becerra como Berenice Urán
- Mauricio Mejía como Pedro Durango
- Yesenia Valencia como Silvia López de Durango
- Elizabeth Chavarriaga como Sofía Durango López
- Ricardo Henao como Gustavo Durango
- Vivian Ossa como Paola Vásquez
- Stephania Duque como Adriana Mora
- Ricardo Vesga como Tiberio del Carmen Díaz Ramírez
- Alex Betancour como Guerrillero
- Jose Lombana como Nicolás
- Eduardo Pérez como Tomás Aguirre
- Juan Pablo Acosta como Isidro Agudelo
- Julián Beltrán como David Valverde
- Roberto Marín como Jose Queso
- Charlie Becerra como Edward Bocanegra
- Pedro Suárez como Don Ovidio Moncada
- Mila Martínez como Irma Carvajal
- Inés Prieto como Doña Chila
- Felipe Barbetti como Edison Pachón
- Raúl Ocampo como Santiago Botero
- Rafael Martínez como Cristóbal Rendón Narváez
- Alejandro Tamayo como Alberto Montoya
- Luis Fernando Salas como Alexander
- Marlyn Dinas como Julieta Salcedo
- Tomaso Tarli como Giuseppe Alessandro
- Álvaro Benet como Mariano Santana
- Jose Luis Díaz como Javier Montes
- Elizabeth Minotta como Helena Rendón Cossio
- Mauricio Goyeneche como Luis Carlos Durán "Miseria"
- Juan Manuel Combariza como Pepe
- Daniela Helmsdorff como Tania

## Prêmios e indicações
| Ano  | Prêmio                        | Categoria         | Indicado | Resultado |
| 2024 | 52º International Emmy Awards | Melhor Telenovela | Rigo     | Indicado  |